# 马洛斯科
马洛斯科（義大利語：Malosco），曾是意大利特伦托自治省的一个市镇。总面积6平方公里，人口428人，人口密度71.3人/平方公里（2009年）。ISTAT代码为022111。
2020年1月1日卡斯特尔丰多、丰多及马洛斯科三个市镇合并为新的阿瑙尼亚镇市镇。